# Pestruper Gräberfeld
Koordinaten: 52° 52′ 28,9″ N, 8° 26′ 57,8″ O
Das Pestruper Gräberfeld im westlichen Niedersachsen liegt ca. 2,5 km südsüdöstlich des Wildeshauser Ortskerns, auf halbem Wege zur Wildeshauser Bauerschaft Pestrup und ist eine unter Natur- und Denkmalschutz stehende Heidefläche des Naturparks Wildeshauser Geest. Das etwa 30 ha große Gebiet liegt innerhalb des Naturschutzgebietes Pestruper Gräberfeld und Rosengarten. Mit über 530 größeren und kleineren Grabhügeln ist es die größte bronze- und eisenzeitliche Nekropole des nördlichen Mitteleuropas. Das Gräberfeld ist Teil der Straße der Megalithkultur und liegt rund 1 km westlich der Hunte; im Osten wird es vom Pestruper Moor begrenzt.

## Grabungen, Befunde und Fundmaterial
Schon im 19. Jahrhundert erfolgten eher unkontrollierte Untersuchungen und Grabungen durch Pfarrer, Lehrer und Apotheker. Kleinere Grabungen erfolgten durch das Oldenburger Museum in den Jahren 1876, 1880 und 1882, eine größere Grabung 1938. Unter Leitung von Johannes Pätzold erfolgte 1958 bis 1959 eine weitere größere Grabung. Das Gebiet wurde 1992 zum „unbefristeten Grabungsschutzgebiet“ erklärt. Ein Zusammenhang mit den beiden sogenannten „Großen Steinen“, als Hünenbetten einzustufende Ganggräber, etwa einen Kilometer südlich des Gräberfeldes, ließ sich nicht nachweisen.
Die archäologische Grabung von 1938 konnte unterhalb des Gräberfeldes eine spätneolithische Siedlung belegen; diese zeitliche Einordnung gilt ebenfalls für sechs große Hügel, von denen drei als „Königshügel“ bezeichnet wurden. Für die meisten Hügel mit etwa 8 m Durchmesser wird eine früheisenzeitliche Entstehungszeit angenommen. Der zumindest bis 2003 älteste bronzezeitliche Fund ist ein Schwert, das bereits 1909 südlich der Hügelgrabkonzentration entdeckt wurde. Während die Ausstattung der Gräber Einflüsse aus den südlicheren, keltischen Kulturen aufweist, basiert die Keramiktradition auf heimischen Techniken und Ausgangsstoffen.

## Grabhügel

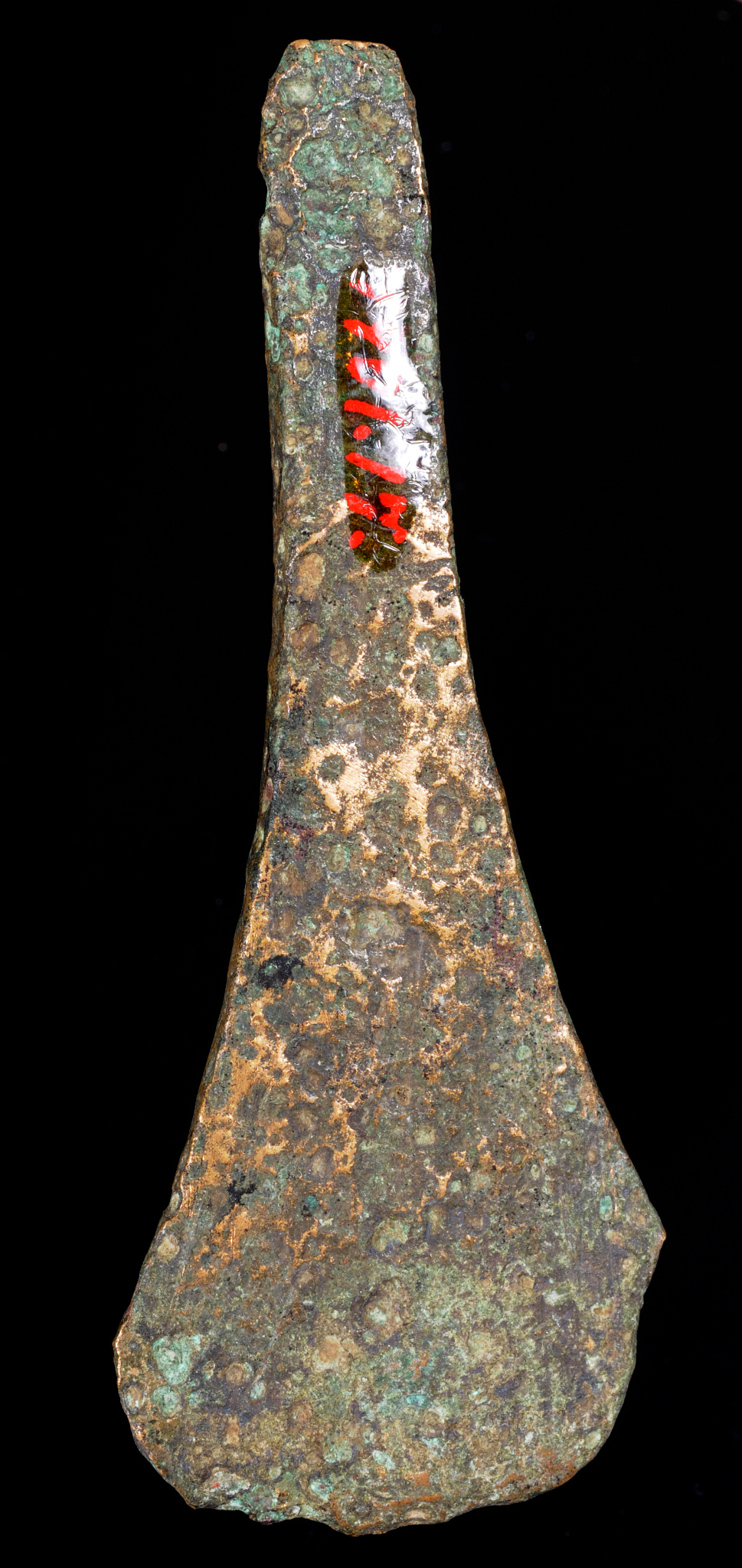
Bronzezeitliches Flachbeil aus dem Pestruper Gräberfeld

Die etwa einen Meter hohen kreisrunden Grabhügel stammen aus der Zeit um 900 bis 200 v. Chr., gehören also der späten Bronze- und der Eisenzeit an. In den Erdhügeln wurden während dieser sieben Jahrhunderte die Überreste der zuvor verbrannten Leichname beigesetzt, die während der Grabungen in Urnen in situ entdeckt wurden. Die Hügel haben einen Durchmesser von 6 bis 12 Metern. Einzelgrabungen ergaben, dass in der Regel die Grabhügel je eine Urnengrabbestattung bargen; in einigen Hügeln konnten auch mehrere Bestattungen nachgewiesen werden.
Im Nordteil des Gräberfeldes findet man einige deutlich größere, tellerartig geformte Hügel von etwa 1,20 m Höhe, bei Durchmessern von etwa 30 m, weshalb sie auch Königshügel genannt werden. Wahrscheinlich handelt es sich jedoch nicht um Gräber, sondern um bronzezeitliche Verbrennungsplätze, in die erst später Gräber gegraben wurden.
Einen weiteren Grabtypus bilden etwa 14 hochackerähnliche, lange Wälle in der Mitte des Gräberfeldes. Ein 1959 untersuchter „Langhügel“, der 40 cm hoch, 8 m breit und 33 m lang war, barg ein Knochenlager, dazu eine eiserne Nadel. Darunter befand sich ein nahezu vollständig überdeckter, weiterer Grabhügel. Unter diesem wiederum befand sich ein Scheiterhaufen nebst Leichenbrand und eisernen Beigaben, nämlich Gürtelhaken und Schnallen, sowie zwei Tongefäße. Die Bestattungen fanden in kurzer Abfolge um 400 v. Chr. statt. Grabungsleiter Johannes Pätzold deutete die unter dem Grabhügel nachgewiesenen Pflugfurchen als Anzeichen rituellen Pflügens im Kontext des Totenkultes. Eine etwa 50 cm lange Schwertklinge wurde in die ältere Bronzezeit datiert.

## Grabbeigaben
Neben dem Leichenbrand in den über 500 Grabstellen fanden sich Beigaben. Neben Tontöpfen waren dies vor allem Schmuck und ein ganzer Wagen. Allerdings sind diese Grabbeigaben durch den Akt der Verbrennung, aber auch durch Korrosion stark lädiert. Bei den Schmuckbeigaben handelt es sich um teils recht große, bronzene Hals- und Armreifen, die oftmals einen Tonkern enthielten. Auch fanden sich Ketten aus Bronze und Glasperlen. Gewandnadeln und Fragmente von Gürtelbeschlägen repräsentieren den seinerzeitigen Eisengebrauch. Während die Beschaffung von Bronze weiträumige Handelsbeziehungen erforderte, ließ sich Eisenerz lokal gewinnen, was möglicherweise auf eine Kontraktion der Handelsbeziehungen hinweist. Einige Schmuckbeigaben ähneln stilistisch solchen aus Süddeutschland und verweisen auf keltische Ursprünge. 
Der einzige bisher nachgewiesene Wagen, dessen Existenz eine herausgehobene Stellung des Toten belegt, ist nur in wenigen eisernen Artefakten belegt, darunter durch einen typischen Achsnagel.

## Interpretation in der Zeit des Nationalsozialismus
In der Zeit des Nationalsozialismus erwartete man schon aufgrund der Größe des Gräberfeldes Aufschlüsse über zahlreiche Fragen der „germanischen“ Kultur, bevor die ersten systematischen Grabungen erfolgt waren. Man versuchte, sich der Bedeutung der Stätte im Zusammenhang mit denjenigen Vorstellungen zu vergewissern, die seit geraumer Zeit gepflegt, und unter den Nationalsozialisten zu einem Germanenkult zugespitzt wurden. Entsprechend diesen Vorstellungen interpretierte man, so Hermann Wille 1933, unter überschießender Phantasie die geringsten Anhaltspunkte. So wurde etwa eine ganze Reihe von Erwartungen mit der volkstümlichen Bezeichnung „Rosengarten“ für das Gräberfeld verbunden. Kurzerhand wurde der „Rosengarten“ als „Roßgarten“ gedeutet und auf dieser Grundlage einer ausufernden Verkettung von Schlussfolgerungen im Zusammenhang mit Pferden unterworfen: 
„Es ist vielmehr anzunehmen, daß ein in unmittelbarer Nähe gelegenes Roßgehege am Fluß die Benennung für diesen Platz gegeben hat...Eine Bahn von einigen Metern Breite umgibt die große, ovale, 140 Meter zu 100 Meter messende eingeebnete Fläche. Auf dem mittleren Platz werden an den Kultfesten Kampfspiele aufgeführt worden sein. Speerwerfen, Ringen, Fechten und Steinwerfen sowie die von Tacitus erwähnten kultischen Waffentänze der Jünglinge zwischen aufgestellten Schwertern und Speeren müssen an dieser Stätte statt gefunden haben...Dieser Kampfspielplatz schließt sich an den größten vorgeschichtlichen Friedehof Nordwestdeutschlands, an das Pestruper Gräberfeld an.... Es ist das Totenfeld desselben Volkes, das auf dem nahen Kampfspielplatz Kultfeste zu Ehren der Gottheit und der Toten gefeiert hat.“
1934 wurde der 1. Vorsitzende des Heimatvereins Düngstrup Hauptlehrer Wohlers vom Staatsministerium zum Denkmalpfleger bestellt. Alle Vereinsmitglieder sollten ein Auge darauf haben, dass keinerlei Verschandelung von Natur, Denkmälern und Gedenkstätten vorkäme. Wohlers stellte den Antrag, auch den Schafskoben unter Schutz zu stellen.
1938 wurde das Areal zum Naturschutzgebiet erklärt, und zwar gemeinsam mit dem benachbarten Rosengarten.

## Traditionelle Heidewirtschaft: der Schafskoben

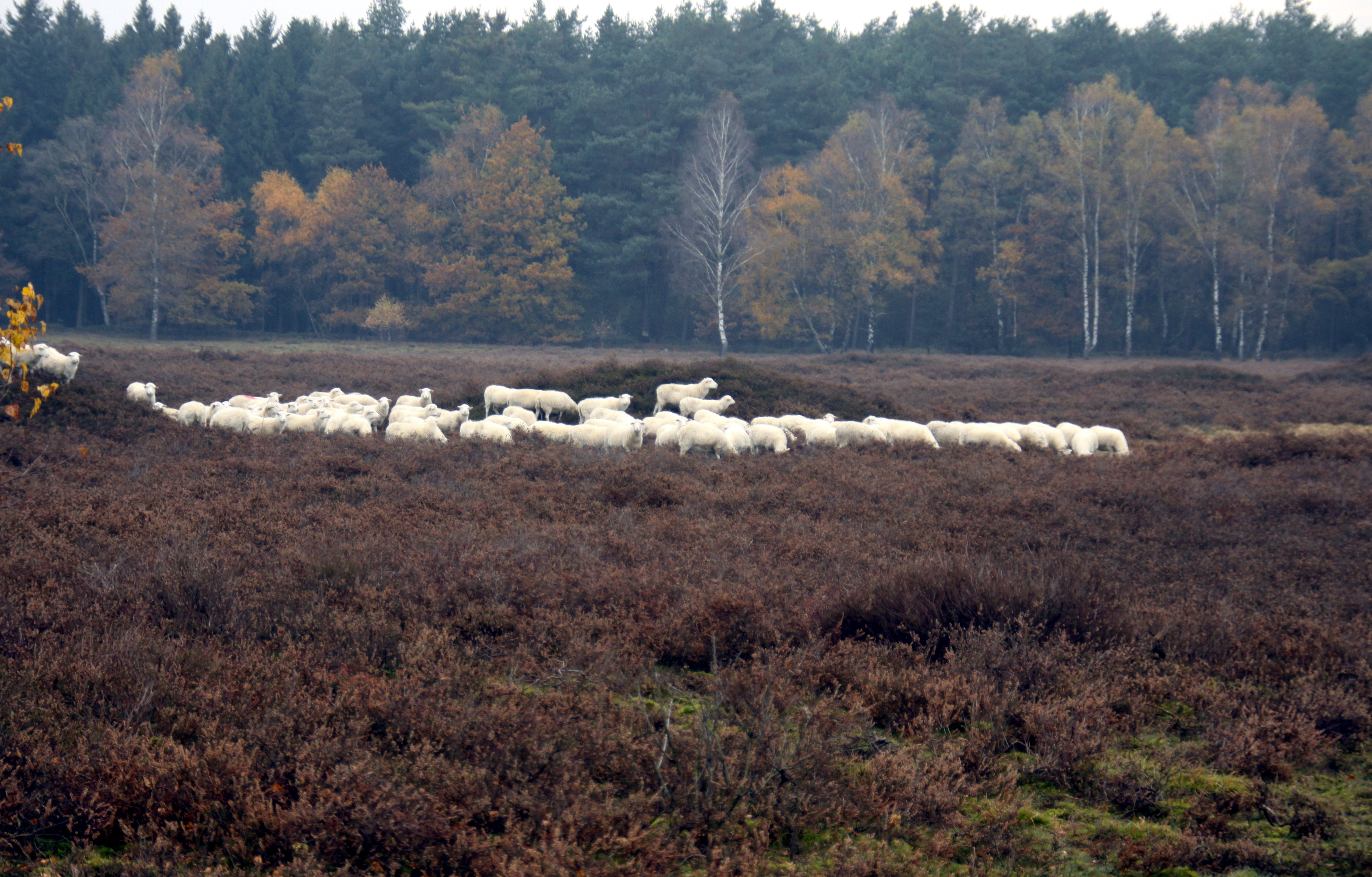
Schafherde

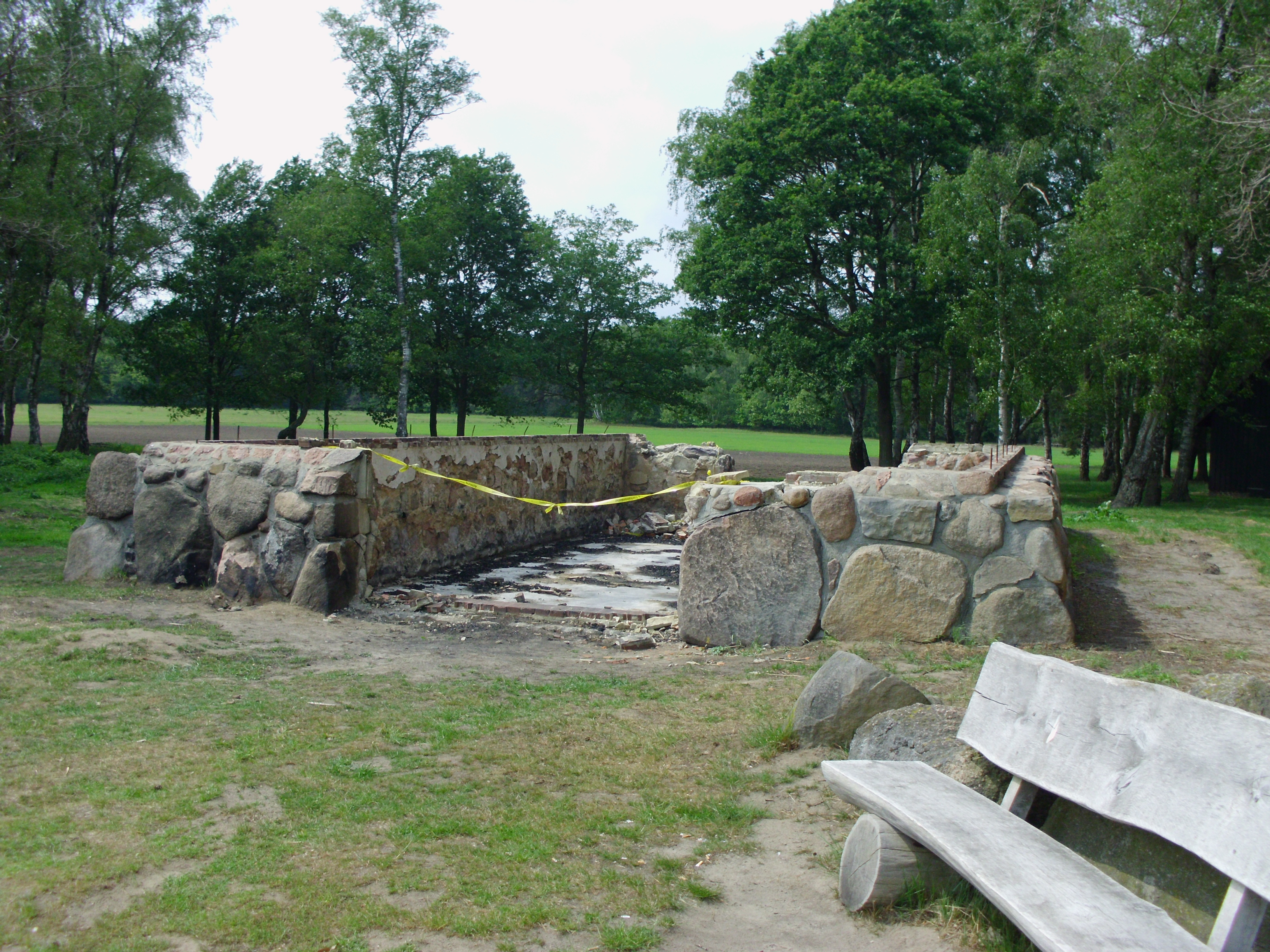
Ausgebrannter Schafkoben, 2011

Um 1938 errichtete Dietrich Schwarting am Pestruper Gräberfeld einen Schafstall und begann mit der Zucht von Heidschnucken. Nach seinem Tod führte sein Sohn Georg die Zucht weiter. 1968 plante der Heimatverein Düngstrup einen neuen Koben zu bauen, der an anderer Stelle, auf einem Grundstück der evangelischen Kirche am Gräberfeld entstand. Auf dem gepachteten Grund entstand durch Sponsorengelder und -mittel sowie unter Mithilfe der Bevölkerung ein Bauwerk, das am 22. November 1969 an Schäfer Schwarting übergeben wurde. Doch im April 1973 verkaufte Schwarting die Herde und sein Eigentum um nach Kanada auszuwandern. Doch andere Schäfer übernahmen die Beweidung. Spielende Kinder setzten am 10. April 1976 den Bau in Brand, der jedoch bereits am 15. Oktober desselben Jahres wieder eingeweiht werden konnte. 1981 entstand eine Scheune für Stroh, Futter und Heu, doch wurde danach der Schafkoben nicht mehr genutzt. Nun stellte die Familie Teerling zweimal jährlich ihre Schafherde zur Verfügung. Die Schäferin Regina Kolhoff aus Wildeshausen übernahm die Hütung, der Heimatverein erwarb das Grundstück von der Kirche, das bis dahin nur gepachtet war.

## Erhaltung der Heidelandschaft, Ausdehnung
Die „trockene Sandheide“, die das Flora-Fauna-Habitat-Gebiet kennzeichnet, soll erhalten bleiben. Doch nachdem 2006 festgestellt wurde, dass sich eine Reihe neuer Gräser auf der Fläche angesiedelt hatte, und der Heideblattkäfer massenhaft aufgetreten war, wurde die Heidebeweidung im Jahr 2007 wieder aufgenommen. Zudem entstand auf einer Fläche von 7 ha neue Heidefläche. Mittlerweile bringt ein Schäfer im Auftrag der Niedersächsischen Landesforsten mit seinen 100 bis 150 Diepholzer Moorschnucken das Gebiet in den angestrebten Zustand, so dass ihm 2009 im Erhaltungs- und Entwicklungsplan ein guter Zustand attestiert werden konnte. 2017 wurde das Pestruper Gräberfeld erneut kartiert, um den besagten Plan fortzuschreiben. Dabei geht es auch um den Schutz der dort lebenden Zauneidechsen und anderer Tierarten.
Auf dem südlich angrenzenden, 7 ha umfassenden Acker wurde gezielt Mais angepflanzt, um dem Boden Nährstoffe zu entziehen, ein Boden, wie ihn Heide und Borstgrasweide bevorzugen. Nährstoffarmut ist typisch für Heideboden, womit die Heidefläche insgesamt ausgeweitet werden soll.

## Historische Kulturlandschaft
Das Gräberfeld liegt innerhalb der 2 km² großen historischen Kulturlandschaft Pestruper Gräberfeld, die von landesweiter Bedeutung ist. Diese Zuordnung zu den Kulturlandschaften in Niedersachsen hat der Niedersächsische Landesbetrieb für Wasserwirtschaft, Küsten- und Naturschutz (NLWKN) 2018 getroffen. Ein besonderer, rechtlich verbindlicher Schutzstatus ist mit der Klassifizierung nicht verbunden.

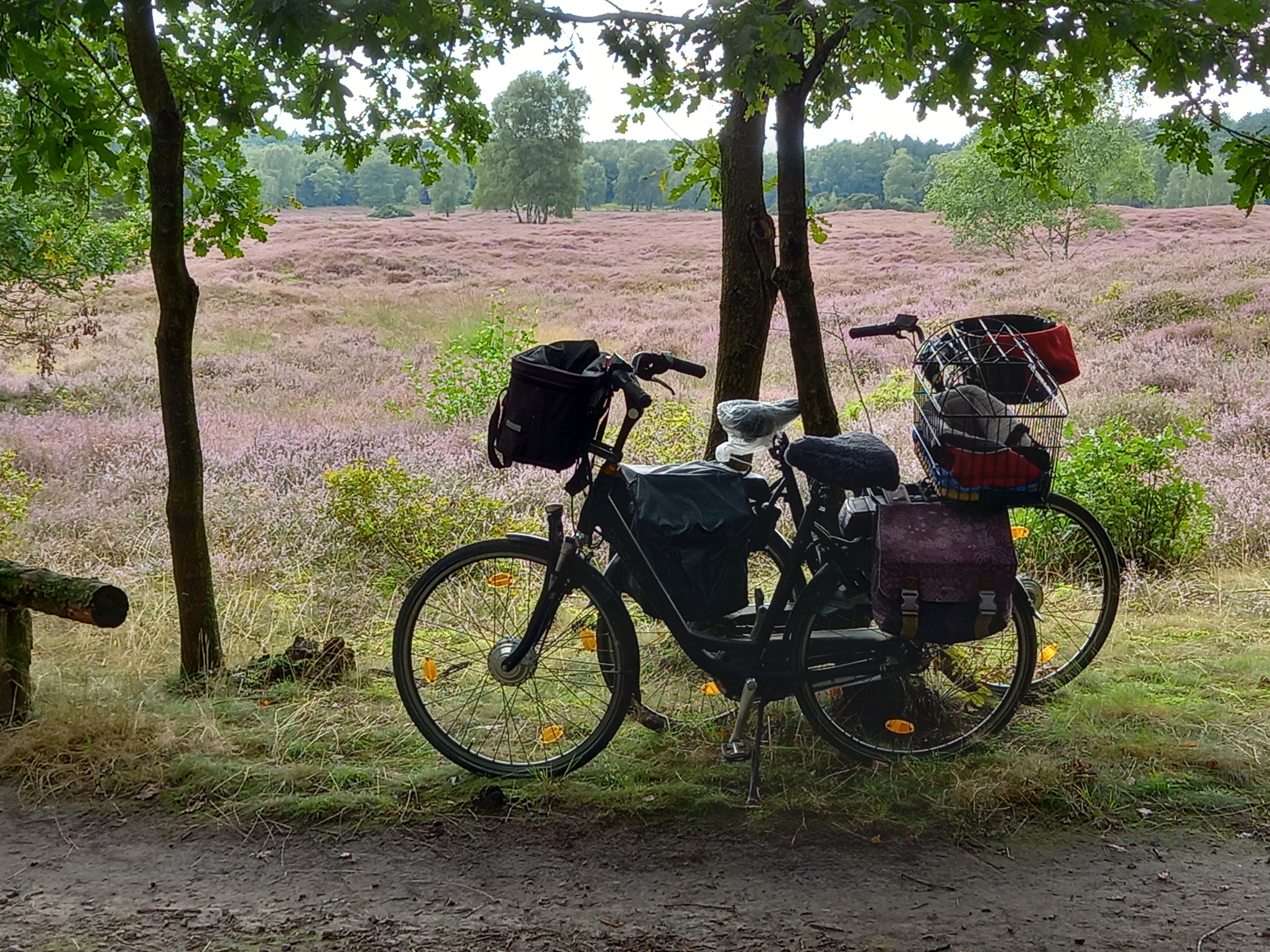
Wechselstelle vom Radwandern zum Fußwandern am Rand des Gräberfeldes

## Verhaltensregeln
Da die Fläche des Pestruper Gräberfelds ein Naturschutzgebiet ist, darf sie nur auf den Wegen betreten werden. Sie darf nicht von Kraftfahrzeugen befahren werden. Darüber hinaus sind Hunde anzuleinen, Lärm und jedes andere Verhalten, das einen negativen Einfluss auf Tiere hat, ist zu vermeiden. Das Überfliegen des Gebiets mit Drohnen ist verboten.

## Vandalismus

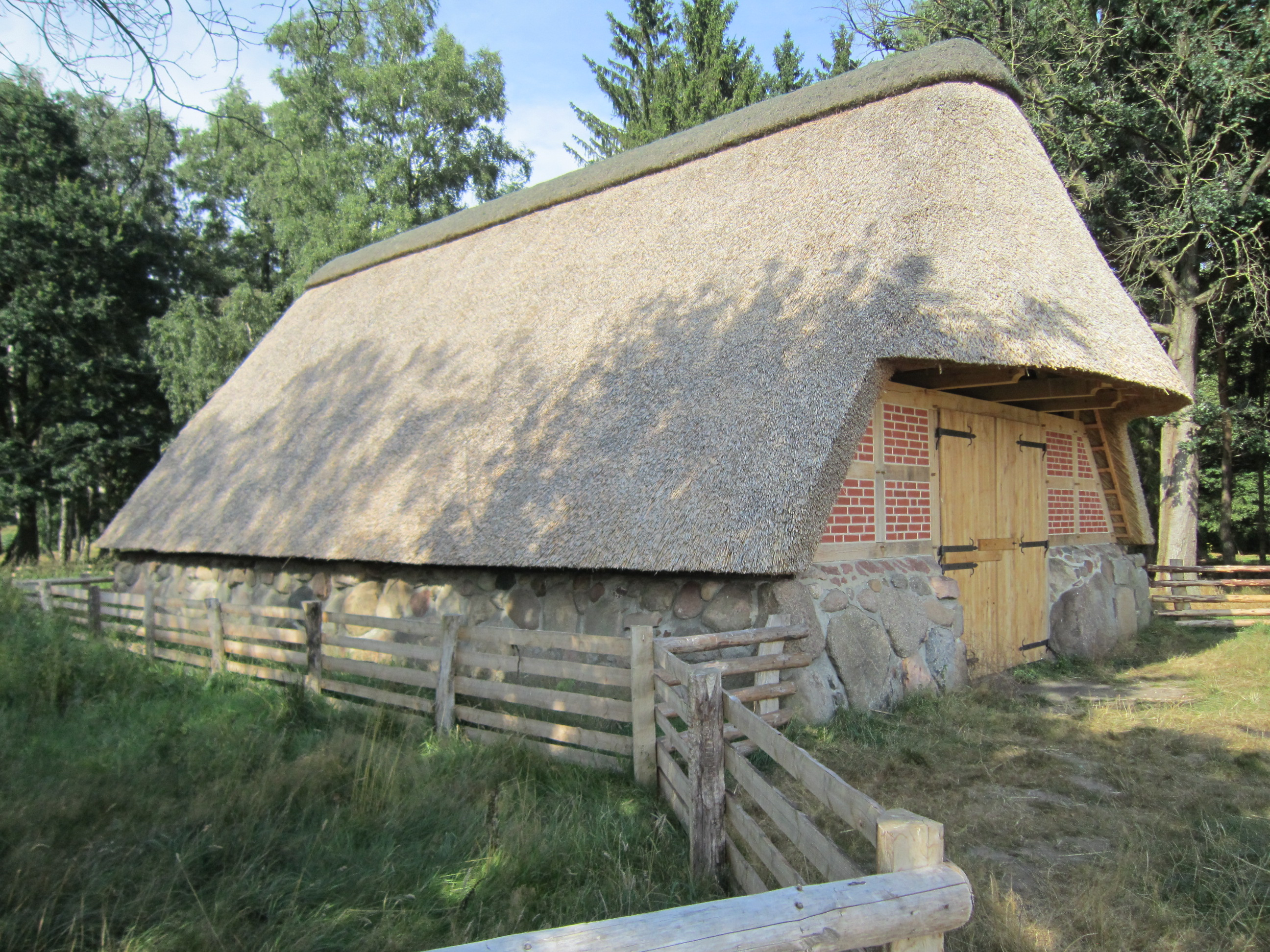
Der wieder aufgebaute Schafkoben am Gräberfeld, 2012

Im September 2006 wurden Informationstafeln am Gräberfeld aufgestellt, die jedoch drei Wochen später von Unbekannten zerstört wurden. Die Tafeln wurden einige Wochen später erneuert und nur wenige Tage später erneut zerstört. Ende Januar 2008 wurden die Tafeln am Schafkoben zum dritten Mal wieder aufgebaut. In der Nacht vom 26. auf den 27. Februar 2011 wurde Feuer an den Schafkoben gelegt, der bis 2012 wieder aufgebaut wurde.